# خالد حبيب
خالد حبيب ( - 16 أكتوبر 2008)، أو شوقي مرزوق عبد العليم دباس, كان عضوًا بارزًا في قيادة تنظيم القاعدة في باكستان وأفغانستان. قيل أنه مصري الجنسية (حسب سي بي إس نيوز) وقيل مغربي الجنسية (حسب نيويورك تايمز).
وكان لديه خبرة قتالية عالية، حيث شارك في معارك من قبل في العراق والشيشان وأماكن أخرى، مما جعله قياديًا عسكريًا في تنظيم القاعدة. وصفه مكتب التحقيقات الفدرالي بأنه واحد من خمسة أو ستة عناصر «إرهابية» ذوي خبرة قتالية عالية على مستوى العالم العالم.
في عام 2008 انتقل خالد حبيب نقلهم إلى قرية باكستانية صغيرة لتجنب الضربات الصاروخية التي تُنفذها الولايات المتحدة باستخدام طائرات إم كيو-1 بريداتور، وقُتِلَ بسب إحدى الضربات الصاروخية في 16 أكتوبر 2008 على سيارته. وفي 28 أكتوبر قال المسلحين لآسيا تايمز أن حبيب قد قتل في هجوم بطائرة بدون طيار.

## وصلات خارجية
- تنظيم القاعدة، القيادة الجديدة